# 繞圈球
繞圈球，又稱作圓場棒球、跑柱式棒球，是一種用球棒擊球的球類體育項目，男女均可參加。參加雙方分為攻擊一方和防守一方。攻擊方使用木頭、塑膠或金屬材質的圓形球棒擊打用皮革包覆的硬質小球。球員若在球場上順利跑完4個部分就可以得分，規則非常類似棒球和壘球，球場上最多可以同時有9位選手。
英格蘭人玩繞圈球的歷史可追溯至都鐸王朝時期。1744年一本名為《小小口袋書》（A Little Pretty Pocket-Book）的童書當中就有記載這個遊戲，並稱之為「棒球」（Base-Ball）。繞圈球主要流行在愛爾蘭和英國的兒童之間，尤其受女孩歡迎；是蓋爾式運動的一種。在2017年，全英國有超過七百萬人玩過繞圈球。
繞圈球比賽分成數局，每局分為上下半，兩隊輪流進攻和防守。當進攻方的一位選手在沒有出局的狀態下跑完四個壘，就可以得分，稱為一「繞圈」。進攻方選手必須在擊出有效球後照逆時針方向依序跑過一壘、二壘、三壘和本壘，並可以停留在一、二、三壘。進攻方選手在以下三種情形會被判出局：當打擊者擊出的球直接被野手接住時、當跑壘者跑向的壘包被野手拿球觸摸過時、在跑壘途中被野手拿球觸摸時。

## 歷史
繞圈球的歷史可以追溯至都鐸王朝，最早可見於1774年一本名為《小小口袋書》（A Little Pretty Pocket-Book）的童書當中，書中將其稱為「棒球」(Base-Ball）。1828年，倫敦的威廉・克拉克（William Clarke）出版了《男孩之書》（Boy's Own Book）第二版就記載了繞圈球的規則，是首次用英文詳細介紹擊球、跑壘和菱形排列的場地。隔年，該書在美國麻州的波士頓出版。
1884年，愛爾蘭的蓋爾運動協會（Gaelic Athletic Association, GAA）首度推出正式的繞圈球規則，至今愛爾蘭的繞圈球運動的管理機關至今仍然是蓋爾運動協會下的「愛爾蘭全國繞圈球協會」（GAA Rounders National Council)。在英國，則是由1943年成立的英格蘭繞圈球協會（Rounders England）管理。雖然兩國的管理組織不同，但兩地的繞圈球運動仍然有著高度相似的遊戲元素與文化。
在愛爾蘭推出了正式的繞圈球規則之後，英格蘭的利物浦和蘇格蘭都在1889年成立了繞圈球協會。早期的「紐約式棒球」（New York Games又稱Knickerbocker Rules）和「麻州式棒球」（Massachusetts Games）和壘球都可以看到GAA式繞圈球的影子。至今仍風行於利物浦、卡地夫、紐波特等地的「英式棒球」（British baseball）也起源於繞圈球。
繞圈球在英國和愛爾蘭是很受孩童歡迎的運動，特別是女孩子。劍橋公爵夫人凱薩琳小時候也很愛玩。